# Fab 5 Freddy
Fab 5 Freddy o Fab Five Freddy, pseudonimo di Fred Brathwaite (New York, 31 agosto 1959), è un writer e conduttore televisivo statunitense, conosciuto per essere uno storico dell'hip hop.

## Biografia
In patria è conosciuto per essere stato il primo a creare connessioni tra l'hip hop in strada e i mass media, in questo campo il suo maggiore successo è stato Yo! MTV Raps, programma televisivo mandato in onda dal 1988 al 1995 da MTV. Nel 1983 collabora in qualità di attore alla prima grande produzione cinematografica sui graffiti, il film Wild Style.
Musicalmente ha collaborato, sia come rapper che come produttore con diversi artisti, come Nas e dei Public Enemy.